# Параушани (Валча)
Параушани (рум. Părăușani) насеље је у Румунији у округу Валча у општини Ливези. Oпштина се налази на надморској висини од 331 m.

## Становништво
Према подацима из 2002. године у насељу је живело 268 становника, од којих су сви румунске националности.